# 튀코 브라헤
튀코 브라헤(덴마크어: Tycho Brahe [ˈtsʰykʰo ˈpʁɑːə][*], 문화어: 취코 브라헤, 1546년 12월 14일~1601년 10월 24일)는 덴마크의 천문학자이다. 로스토크 대학에서 공부했다.
1572년, 카시오페이아자리에서 신성을 발견하여 맨눈으로 관찰할 수 없을 때까지 14개월간 관측을 계속하여 기록을 남겼다. 이러한 재능이 인정되어 덴마크왕 덴마크의 프레데리크 2세의 지원을 받아 벤섬에 우라니보르 천문대, 스티에르네보르 천문대를 건설하고 방대하고 정밀한 관측기록을 남긴다. 프레데리크 2세가 죽은 후, 1599년에는 신성 로마 제국 황제 루돌프 2세 황실부 제국수학관에 초청되어 프라하로 이주한다.
천문학자로서 그는 코페르니쿠스 체계(지동설)의 기하학적 장점과 프톨레마이오스 체계(천동설)의 철학적 장점을 결합하여 태양이 지구 둘레를 도는 동시에 다른 행성들이 태양 둘레를 돈다는 독특한 '튀코 체계'(수정된 천동설)를 주장하였고, 이 학설의 선취권 문제로 라이마루스 우르소와 싸움을 벌였다. 그러나 브라헤가 천동설을 옹호하기 위해 남긴 관측기록은 그가 병으로 죽은 후 제자이며 공동연구자였던 요하네스 케플러가 그의 기록을 분석하여 케플러 법칙을 발견해 내면서 지동설을 지지하는 결정적인 증거가 되었다.
튀코 브라헤는 1577년 나타난 혜성에 대해서도 많은 관측결과를 남겼으며, 혜성 현상이 달보다 먼 곳에서 일어났다는 사실을 증명해 냈다. 그 혜성관측결과와 신성의 발견은 달보다 먼 곳에서는 어떠한 변화도 일어나지 않고 있다는 당시의 천동설을 반증하는 한 증거이기도 했다.

## 튀코 브라헤의 생애

### 어린 시절과 교육

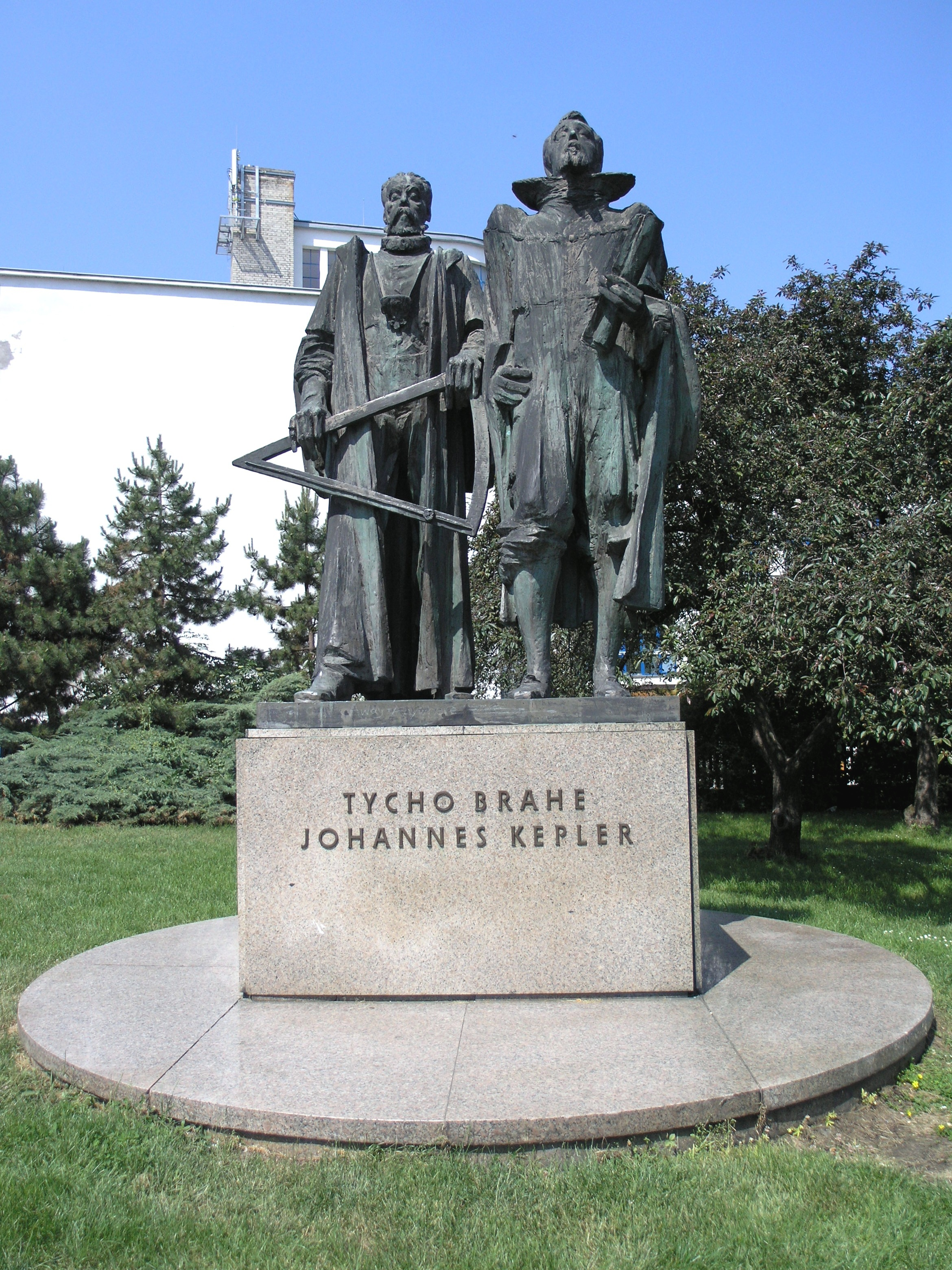
프라하에 있는 튀코 브라헤와 그의 제자 케플러의 동상

튀코 브라헤는 1546년에 덴마크 귀족 가문의 장남으로 태어났다. 초명은 튀게 오테센 브라헤(Tyge Ottesen Brahe)이다. 그런데 튀코의 큰아버지 예르겐 튀게센 브라헤(Jørgen Thygesen Brahe)가 자손이 없어 튀코의 아버지는 아들이 태어나면 형에게 양자로 보내주겠다고 약속을 했었다. 튀코의 큰아버지는 기다리고 있다가, 둘째 아들이 태어나자 튀코를 납치해 버렸다. 큰아버지 밑에서 자란 튀코는 13살때 다닐 코펜하겐 대학교에 입학하기 위하여 6살때부터 라틴학교를 다니면서 뛰어난 교육을 받았다. 큰아버지 예르겐은 그의 정부에 있는 자리를 튀코에게 물려주려고 했으나, 1560년 8월 21일에 일어난 개기일식이 튀코의 눈을 사로잡았고 그때부터 튀코의 천문학에 대한 관심이 시작되었다. 하지만, 그는 일단 백부가 원하는 데로 13세 때 코펜하겐 대학교에 입학하였으며, 법학을 전공으로 하였다. 하지만, 그는 대부분의 시간을 천문학과 수학공부에 할애했고, 백부는 그런 그를 막기위해 라이프니치 대학교에서 안데르스 베델이라는 젊은이를 통해 튀코를 막으려 했으나 실패했다.
튀코는 천문학이 매우 체계적이고 정확한 관측을 필요로 한다는 것을 깨닫고, 여러 천문 관측 장비들과 프톨레마이우스의 라틴어 서적들을 샀다. 그는 이때부터 자신만의 천문학을 발전시키기 시작했고, 별들의 위치를 관측하면서 천문의 별 관측표를 만들기 시작하였다. 그는 1564년에 직접 직각기 가 부정확한 것을 알고 장비 수정표를 만들기도 하였고, 이러한 노력으로 그는 그 시대의 누구보다 더 정확한 관측을 할 수 있었다. 독일의 아우크스부르크로 이사를 간 튀코는 그곳의 아마추어 천문학 동아리에 가입해 직경 12 미터짜리 육분의를 제작했다. 이 장치는 별의 위치를 매우 정밀하게 측정할 수 있게 해 주었다. 그는 스웨덴과 덴마크 사이에서 전쟁이 일어나자 백부의 명령에 따라서 1565년 5월에 코펜하겐으로 다시 돌아왔다. 그리고 그는 1566년도에 비텐베르크 대학교, 로스토크 대학교에서 공부하고 졸업하였다. 튀코는 귀족 가문 출신이라 성격이 매우 거만했는데, 누구의 수학 실력이 더 뛰어난가를 두고 결투를 벌이기도 했다. 이 결투에서 브라헤는 코가 잘려나갔지만, 그 이후 기록이 남아 있지 않아 상대방은 어떻게 되었는지 알 수 없다.

### 튀코의 코
1566년 11월 29일, 당시 로스토크 대학교에서 공부하던 튀코는 그의 사촌이기도 한 덴마크의 귀족 맨더루프 파스버그와의 결투에서 칼에 맞아 코의 일부가 절단되었다. 사건이 벌어지기 전인 11월 10일과 27일에도 그는 어떤 수학 공식의 타당성을 두고 파스버그와 싸움을 벌인 바 있었다. 두 사람 다 상대방이 틀렸다는 주장의 뒷받침이 부족하였기 때문에 결국 결투를 통해 이 문제를 해결하기로 하였다. 나중에 화해하기는 했지만 이 결투에서 튀코는 콧등 부위를 잃고 말았다. 튀코는 이 사건으로 인해 약학과 연금술에 관심을 갖게 되었다. 이후 죽을때까지 은과 금으로 된 코 보형물을 착용했다고 한다. (보형물의 접착을 위해서는 접착용 반죽과 풀을 사용하였다.) 몇몇 연구가들은 그가 금, 은 보형물 외에도 구리제품 또한 보유하였고 1901년 6월 24일 그의 무덤이 공개되었을 때 두개골에서 발견된 녹색 흔적이 구리라고 주장하였다. 일부 역사학자들은 구리제품이 귀금속제품보다 더 가볍고 편안하였을 것이기 때문에 여러 시기에 걸쳐서 그가 다양한 종류의 보형물을 착용하였을 것으로 추정하기도 한다. 2010년 그의 묘가 발굴되어 덴마크와 체코의 연구원들이 그의 코 뼈의 일부를 화학적으로 분석한 결과를 2012년 11월 발표하였는데, 연구결과에 따르면 그가 착용했던 보형물은 놋쇠였다고 한다.

### 가족 관계
- Knutstrop castle에서 태어난 튀코에게는 쌍둥이 동생이 있었지만 세례도 받기 전에 죽게 되었고 두 명의 여자 형제 키르스티네(Kirstine), 소피아(Sophia)가 있었다.
- 튀코의 친아버지 오테 브라헤(Otte Brahe)는 귀족이었으며 추밀 고문관[참고 6] 이었다. 그 후 여러 나라의 대위로 재직했다가 헬싱보리성의 영주로 지냈다.[11]
- 튀코의 친어머니 Beate Bille는 위대한 신학자와 정치가들을 배출한 좋은 집안에서 태어났다.
- 튀코를 키워준 요에르젠(Jeorgen Brahe)은 튀코의 백부였고 일찍이 튀코 브라헤의 친아버지에게 튀코 브라헤를 자신의 양아들로 삼기로 하였다. 그러나 튀코 브라헤의 친아버지는 이를 어겼으나 튀코 브라헤가 1살이 되던 해에 유괴하여 데리고 있다가 나중에는 양아들로 인정을 받아 키우게 된다. 그는 1565년 5월에 물에 빠진 왕을 구하려다 물에 빠진 후유증으로 6월 21에 숨을 거두었다.[12]
- 튀코 브라헤의 외삼촌 스틴은 튀코 브라헤가 천문학을 공부할 때 모두가 반대할 때 가장 격려를 많이 해준 사람이었다. 그는 덴마크에 최초로 유리와 종이 제조의 기술을 도입하였다.[8]
- 튀코 브라헤의 부인 Christin은 정식으로 결혼하지 않았지만 1573년 이후부터 계속 같이 살았다.

### 성년기

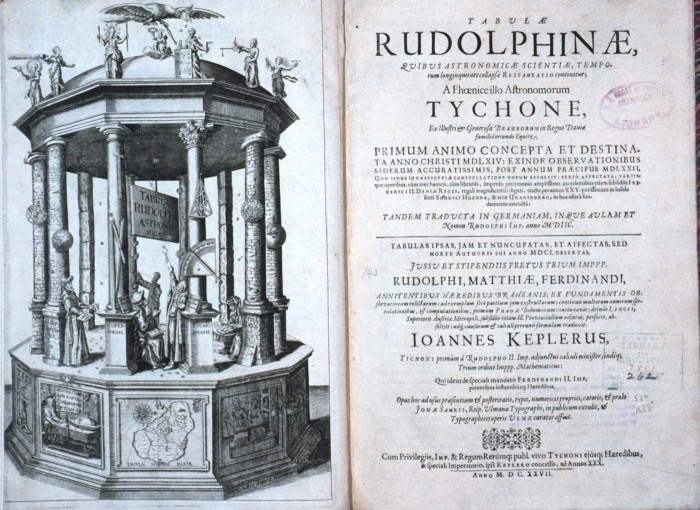
루돌핀 표

튀코는 대학을 졸업한 뒤에 하늘에서 일어나는 일들과 인간의 몸 사이의 관계가 있다고 믿었고, 그는 다른 동료들처럼 점성술을 믿고 별점을 쳤다. 1566년 10월에 티코는 '위대한 술탄 술라이만'으로 알려진 오스만 투르크 제국 황제의 죽음을 예고하였고, 이 별점이 사실로 일어나자, 사람들은 그에게 열광하였고 그는 한번에 점성술로 유명해졌다.
1566년 12월 10일과 27일에 티코는 덴마크 귀족인 만드럽 파스베르크 (Manderup Parsberg)와 수학공식의 합법성에 관하여 다퉜고, 결국에는 두 사람이 결투를 하게 되었다. 같은 해 12월 29일에 튀코는 만드럽과의 결투에서 코를 잘렸고, 그는 남은 일생동안 은,금으로 만들어진 가짜 코를 만들어서 붙이고 다녔다. 후세 사람들이 튀코의 무덤을 발굴해보니, 그의 코가 동으로 만들어졌을 수도 있다고 발견이 되었다. 이 사건으로 인하여, 튀코는 약학과 연금술에 관하여 관심을 가지게 되었다.
1568년 5월 14일에 튀코는 프레데리크 2세에게 셸란섬의 로스킬레 대성당의 수도참사 회원으로 임명해주겠다는 공식 약속을 받았다. 앞길이 밝은 튀코는 1570년도에 아우크스부르크에서 잠시 머물고, 천문 관측에 열정을 쏟았다. 그는 여기서 사분의라 불리는 관측장비를 개량하여 엄청난 크기의 기계를 만들었지만, 1574년 12월에 폭풍으로 인해 파괴되었다.
그는 그 후 그의 외삼촌 요에르잔 브라헤(Joergen Brahe)의 죽음으로 인해 충격을 받았지만, 새로운 초신성을 발견하면서 그는 양아버지와도 같은 삼촌의 죽음의 슬픔에서 벗어날 수 있었다.
1573년 튀코는 그의 애인 크리스티너와 정식은 아니지만 결혼을 하고 새로운 삶을 살기 시작했다. 다음해에 그는 천문관측도 하면서 코펜하겐 대학교에서 강의를 하면서 시간을 보냈지만, 그리 만족스럽지 못해서 장거리 여행을 갔다가 바젤에 정착을 하였다. 1576년 튀코는 자신이 원하던데로 참사회원 자리도 맡았고, 우라니보르 천문대(Uraniborg)를 설립하여 최첨단 천문장비들로 마음껏 천문관측을 하였다. 하지만, 1597년 왕이 크리스티안 4세로 바뀌면서, 그의 연금이 삭감되었다. 이 일로 인해 그는 왕실과의 마찰이 생겼고, 국가의 도움을 더 이상 받지 못하게 되었고, 그는 프라하로 정착지를 옮겼다. 여기에서 그는 그의 일생의 나머지를 살았다.

### 죽음
| “ | 1601년 10월 24일, 그는 몇 시간 동안 정신착란 속에 빠져들었다. 가족들은 눈물을 흘리고 기도하며 그를 진정시키려 애썼다. 그는 흥분 상태에서 벗어나 평화롭게 아주아주 먼 길을 떠났다. 그리고 이제 일생 동안 천문 관측으로 분주했던 그에게 휴식이 찾아왔다. 38년의 세월에 걸친 천문 관측도 그렇게 막을 내렸다. | ” |
|   | — 요하네스 케플러, 튀코의 관측일지 마지막 페이지 |   |

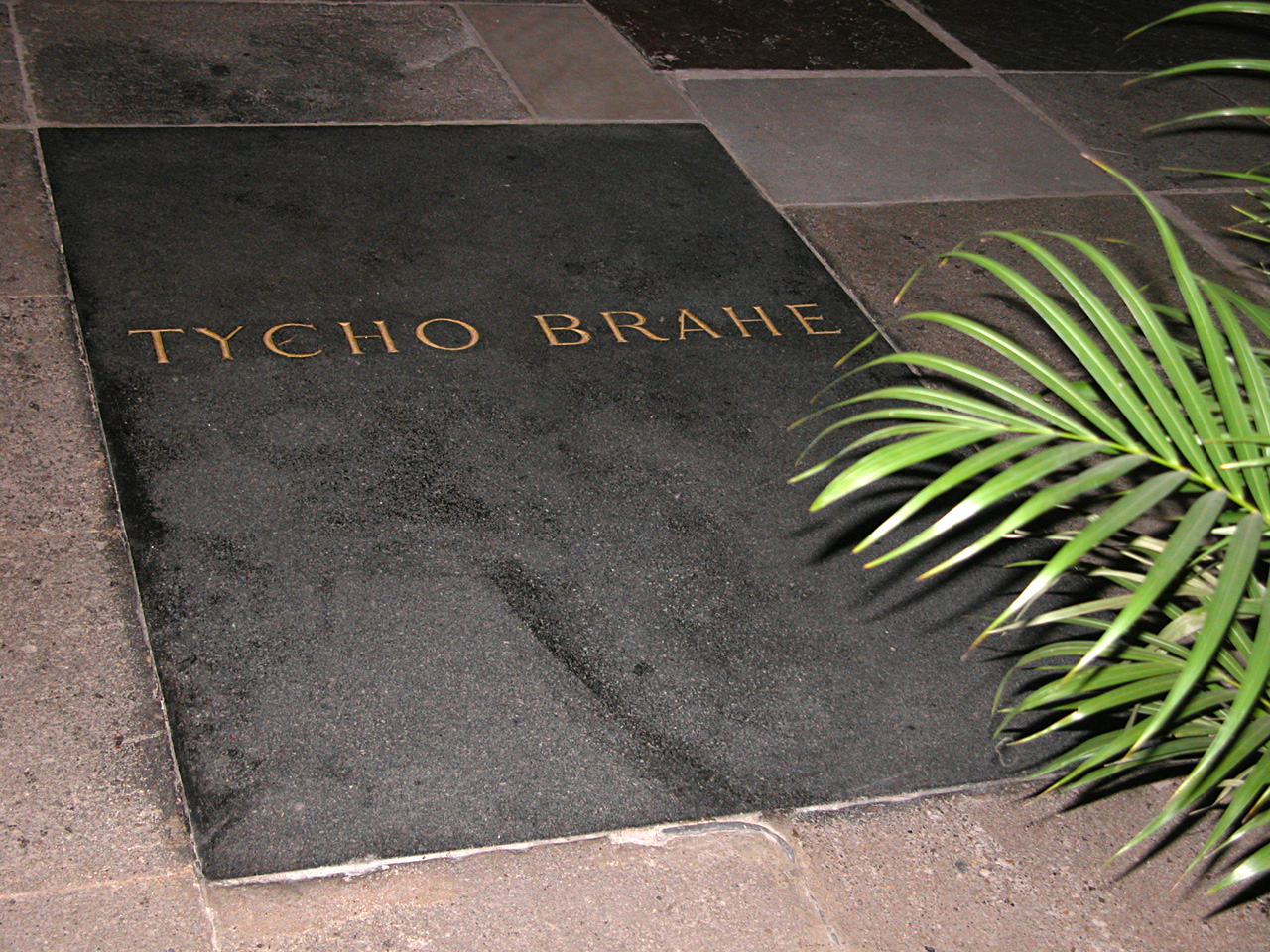
프라하에 있는 튀코 브라헤의 무덤

튀코는 1601년의 어느 날, 로젠버그 남작의 만찬회에서 와인을 과음했다. 하지만 그는 예의를 차리기 위해 화장실을 가지 않았다. 튀코는 만찬회가 끝나고 집에 간 후에, 소변을 너무 오래 참아서 섬망을 일으키는 사태까지 벌어졌다. 케플러가 남긴 자료에 의하면 튀코 브라헤는 죽어가기 직전에 케플러에게 루돌핀 표(Rudolphine Table)를 완성하라고 하고, 코페르니쿠스(Copernicus)의 천체 모델보다는 자신의 것을 이용하라고 했다한다. 케플러는 튀코가 "현인처럼 살다가 바보처럼 죽었다"라고 표현하였다.
어떤 이들은 튀코의 시신에서 수은이 검출되었으므로 그가 방광파열이 아닌 누군가에 의하여 독살되었다고 주장한다. 그러나 2012년 11월 튀코의 무덤을 발굴해본 결과, 튀코의 시체에서는 수은은 물론이고 다른 어떠한 독극물도 발견되지 않았다. 연구팀은 튀코 브라헤가 살해당했다는 주장은 실현이 불가능"하며, 튀코는 "방광이 터져서 죽었다고 추정한다"라고 결론내렸다.
튀코의 유해는 프라하에 있는 교회 무덤에 안장하였다.

## 튀코 브라헤의 관측

### 튀코의 관측 업적

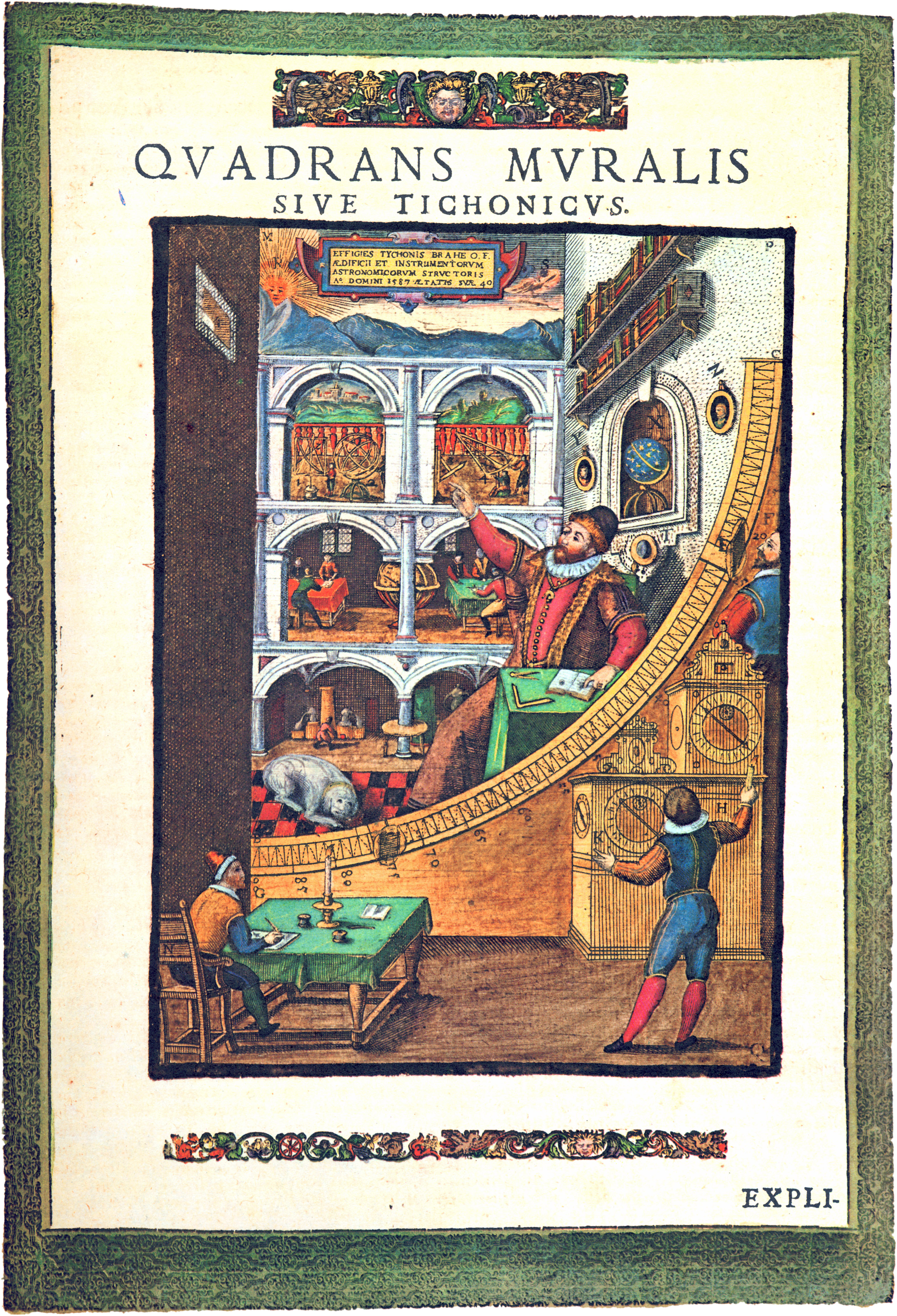
튀코의 사분의(1569)

튀코 브라헤의 천문학에 대한 관심은 1560년 8월 21일, 코펜하겐에서 일어난 일식에서부터 시작되었다. 튀코 브라헤는 천문학자들이 달의 궤도를 적은 관측표를 통해 일식같은 현상을 예상할 수 있다는 사실에 매료되었다. 이후에 튀코는 관측표들에 관하여 더욱 자세히 알아보았지만, 그가 점점 더 천문학에 빠져들수록 관측표들의 오류가 조금씩 더 드러나기 시작하였다. 튀코는 이러한 점을 못마땅해 하였고 그는 오류들을 고치기 위하여 지속적으로 오랜 시간동안 천문을 관측하기로 결심하였다. 그는 라이프니치 대학교에서 아버지의 바람과는 반대로 천문 관측에 힘을 쏟았고, 별점에도 관심을 보였다. 라이프니치 대학을 떠난 후 그는 1570년에 덴마크로 돌아와서 헬싱보리 성에서 관측을 계속 하였다. 이후에 그는 그의 유명한 저서인 《De Nova Stella》(새로운(nava, 새로움을 뜻하는 novus의 여성 형용사.novus/a/um(남성, 여성,중성)별(stella(-ae)에 대하여))를 출판하였다.
1576년, 유명한 천문학자 튀코를 자신이 다스리는 덴마크에 계속 두기 위하여 프레데리크 왕은 코펜하겐과 엘시노어 사이의 해협에 있는 작은 섬 벤(Hven)을 튀코에게 증여하였다. 그 해 2월 22일 튀코는 화성과 달의 합을 관찰하고, 그 이후 튀코는 자신의 천문관측을 마음껏 할 수 있었다. 1579년에는 벤 섬에 위치한 자신의 천문대를 우라니보르그(Uraniborg)라고 지었으며, 현재 이 천문대는 중요한 과학시설이 되었다. 그 섬에서 튀코는 별자리들을 중심으로 태양, 화성, 목성, 토성 등의 궤도를 관측하였지만, 수십년이 지나도 그의 관측에는 별다른 발전은 없어 보였다. 하지만, 1577년 그가 밝은 혜성을 발견함으로써 천문학계에 큰 업적을 남겼다.
1588년 튀코를 매우 아끼던 프레데리크 2세의 죽음이 튀코의 지위를 위태롭게 하였다. 후계자 크리스티안이 국왕이 된 이후, 튀코의 지위는 낮아졌지만 튀코는 자신의 제자인 케플러와의 인연을 맺으면서 이 시대에서 가장 정확하고 자세한 천문학적 관측자료였던 튀코의 관측결과는 후에 케플러에게 모두 넘어갔다.

### 관측 결과의 정확성
튀코가 관측한 별과 행성 궤도 등 여러 결과들은 양도 많을 뿐더러 모든 자료가 놀라울 정도로 정확하다. 튀코의 별 관측 목록 D에 관하여 Rawlins는 이전의 어떠한 천문학자들보다 튀코는 관측방법, 기구, 계산 등 모든 면에서 월등히 뛰어난 관측을 했다고 하였다. 그는 수년간에 걸쳐서 정확한 관측을 계속하면서 정확성은 육안으로 볼 수 있는 극한까지 이르렀고, 망원경을 사용하지 않은 관측으로는 가장 정밀하였다고 한다. 그의 정확성을 살펴본다면 그가 작성한 항성목록의 표준성좌표의 오차는 불과 25초에 지나지 않았다. 그가 오랜시간을 별의 위치를 측정하는데 바쳐 항성목록을 출판했는데 그 목록에는 777개 항성의 정확한 위치를 측정했으며 나중에는 1000개까지 늘어나게 되었다. 또한 달궤도의 각 지점의 위치를 정기적으로 측정하여 달 운동이론을 발전시키고 달궤도 귀착점의 속도를 측정하였다. 이후 천문학 발전에 있어 가장 중요한 의의를 가지는 것이 튀코 브라헤의 행성관측이었다. 당시의 정밀하지 못한 관측기구를 이용하여 가까운 항성의 이각을 측정해내었다. 벤 섬에서 연구하던 시절에 그는 항상 자신이 만든 사분의와 혼천의를 사용하여 연구를 진행하고 있었지만 갑작스럽게 찾아온 죽음에 의해 결국 수치화된 행성이론을 만들지 못했다. 그러나 이것은 케플러에 의해 완성되었다.

### 튀코의 천문대
- 헤레바드(Herrevad) 대수도원[25]

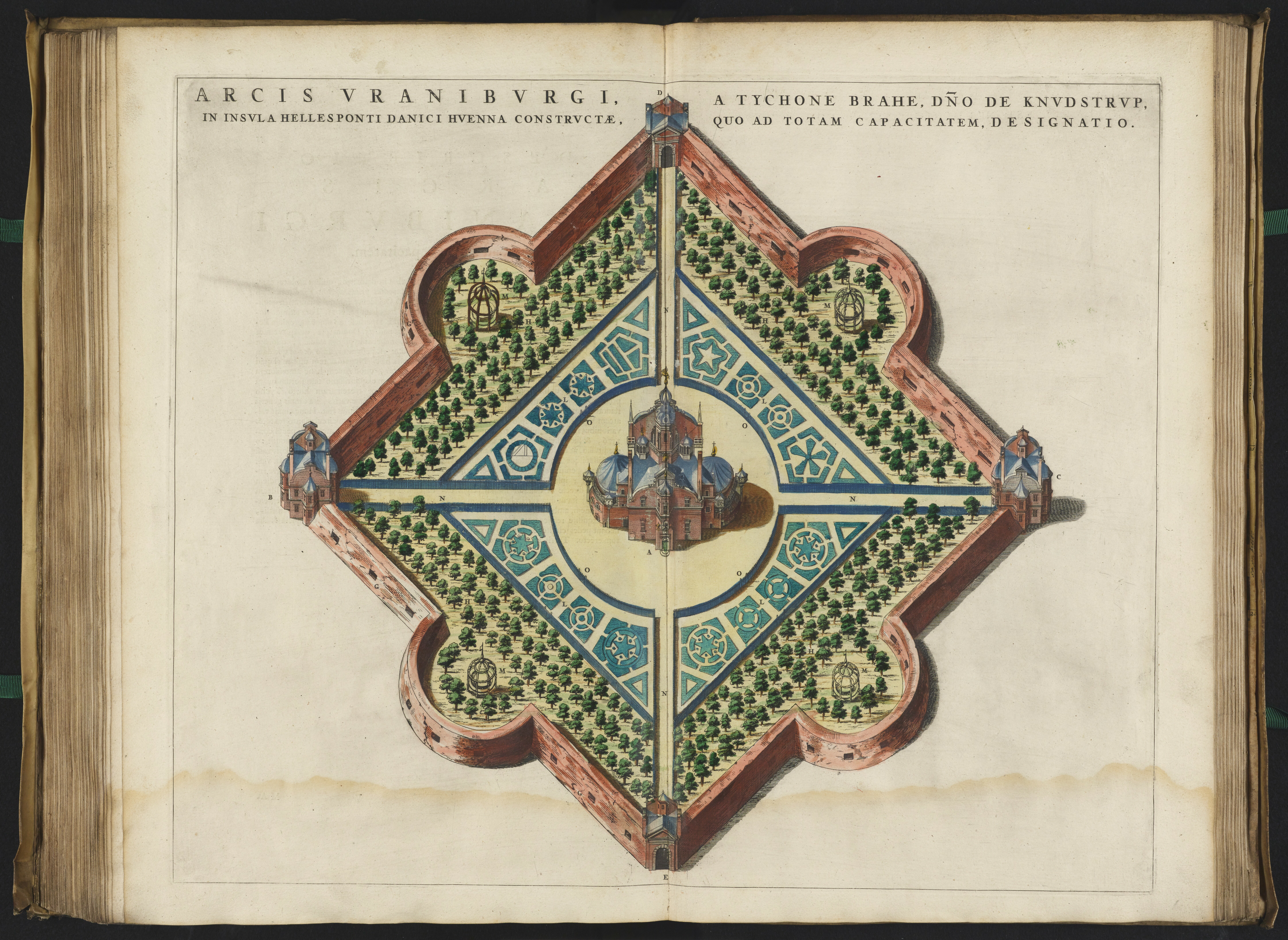
우라니보르그 천문대

  - 튀코가 연구한 최초의 천문대로써 1574년도에 관측결과를 발표하였다.
- Hesse-Kassel 천문대
  - 1575년, William IV를 뵙기 위하여 잠시 머문 곳이다.
- 우라니보르 천문대(Uraniborg)[26]
  - 1575년 튀코가 지었고 덴마크, 벤섬에 위치한 천문대로 프레데리크 왕이 하사한 곳이다. 튀코는 이곳에서 많은 업적을 남겼다. 이 천문대의 건물 구조가 천문학적인 위치와 방향을 나타낸다고 한다.
- Stjerneborg 천문대
  - 튀코가 1581년에 우라니보그 천문대 설립이후 추가로 지은 천문대이다.
- Benátky nad Jizerou에 위치한 천문대
  - 왕이 바뀌면서, 벤섬에서 나온 튀코가 지은 천문대로써 1년간 연구한 곳이다.

## 튀코 브라헤의 업적

### 초신성의 발견

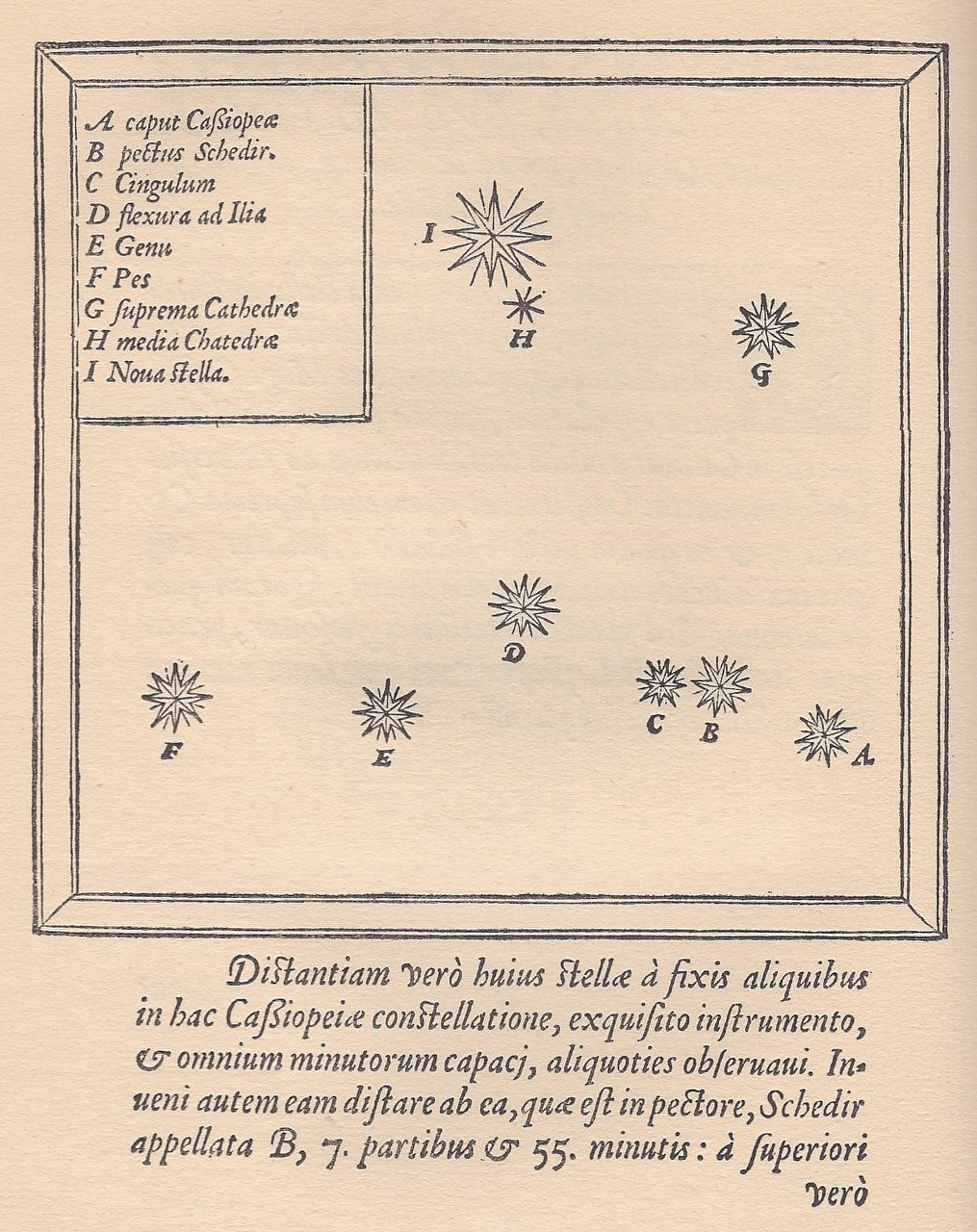
튀코 브라헤가 발견한 SN1572 초신성

1572년 11월 11일, 실험실에서 집으로 돌아오던 중 튀코 브라헤는 밤하늘의 별자리중에 카시오페이아 별자리를 살펴보고 있었다. 평소에는 다섯 개의 별로 이루어져 있지만 그 날 다섯 개의 별보다 더 밝은 별 하나가 더 빛나고 있음을 알아냈다.(현재 그 별은 SN1572라고 불린다.) 그 당시에는 별은 수정구에 고정된 상태로 빛을 내뿜는다고 알려졌기 때문에 이는 큰 충격이었다. 그렇지만 튀코는 한 번의 관측으로 이를 별이라 결론내리기 어렵다고 판단하여 육분의를 이용하여 관측을 계속 하였다. 튀코는 새로운 별의 연주시차를 측정하려고 했으나 다른 별과 행성들에 비하여 그 운동이 너무 상대적으로 작아서 그 별이 움직이지 않고, 행성이 아니라고 결론은 내렸다. 그 별은 18개월 동안 시야에서 사라지지 않고 움직임도 보이지 않았으나 1572년 이후부터 점점 희미해져갔다. 튀코는 이 관측을 토대로 새로운 별 De Nova Stella를 출판했으며 새로운 용어인 신성nova를 얻게 되었고 그 책에서는 밝은 물체를 다른 별들처럼 천구에 속해 있다고 분명히 밝혔다.
튀코 브라헤의 초신성 발견은 꽤 유명한 업적이어서 에드거 앨런 포(Edgar Ellan Poe)의 시인 Al Aaraaf의 영감이 되었다. 또한 셰익스피어(Shakespeare)의 햄릿에도 초신성이 인용되어서 나온다. 튀코 브라헤는 초신성이 천구에 속해있고, 지구가 우주의 중심이라는 사실에 의심을 하긴 하였으나, 시대적 상황이 그를 그렇게 생각하게 내버려 두지 않았다. 교황청의 압박이 두려워서 그는 신성에 관한 책을 냈음에도 불구하고, 그 책에서 그의 생각을 최대한 종교의 관점으로 펼쳤다. 따라서 그의 초신성 발견은 그리 크게 과학사에 남지는 못하였지만, 튀코의 사고를 조금 바꾸어 주는 계기가 되었고, 나중에 튀코가 위대한 업적을 이룰 수 있는 발판을 마련해 주었다.

### 혜성의 관측
튀코 브라헤가 밤마다 고정된 별들을 기준으로 하여 행성들의 위치를 측정하고 그 결과를 분석한 결과 태양, 행성등의 움직임을 추적하였다. 1577년 튀코 브라헤는 밝은 혜성
을 발견하였다. 그 혜성의 움직임을 면밀하게 분석하였고 그 당시의 사람들의 생각을 바꾸어 놓기에 성공하였다. 그 당시 사람들은 혜성은 지구 대기에서 일어나는 현상이라고 생각하였으나 그는 혜성의 출현은 달과 지구 사이 대기에서 일어나는 현상이 아니고 먼곳에서부터 날아오는 천체
라는 것을 밝혀내었다.
 즉, 행성들 사이, 행성들의 궤도를 가로질러 여행한다는 결론을 도출해내었다. 이것은 1572년 초신성 관측처럼 수정구라는 개념에 문제점이 생기게 되었다. 혜성이 수정구가 존재할 것이라는 위치들을 통과하여 운행되었기 때문이었다. 튀코 브라헤가 다른 혜성들을 관측, 분석한 결과 이러한 결론을 입증하는데 성공하였다. 그리고 그 후에 핼리

라는 과학자가 혜성이 태양계의 구성원이라는 것을 밝혀내었다.

### 튀코 브라헤의 우주모델

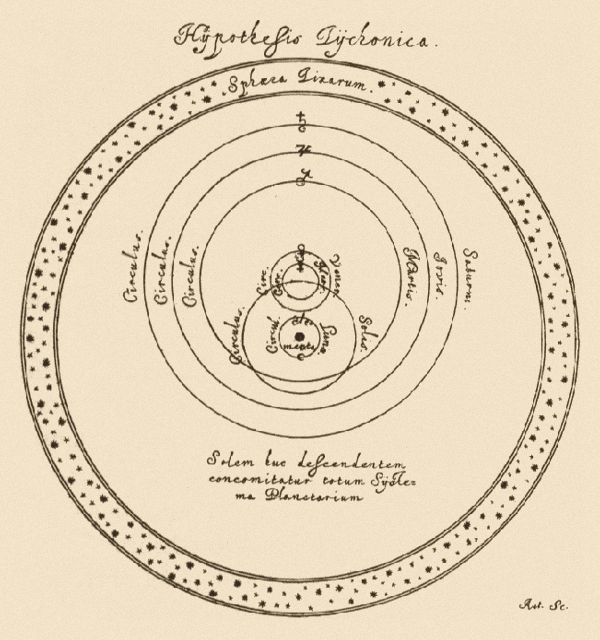
튀코의 우주모델

튀코 브라헤는 1587년과 1588년에 두 권으로 만들어진 새로운 천문학 입문 (Astronomiae Instauratae Progymnasmata)를 펴냈다. 이 책에서는 그의 우주모델인 코페르니쿠스의 체계와 프톨레마이오스 체계의 타협을 시도한 절충설이 제시되어 있었다. 그는 지구가 중심이 아니고 태양이 중심이라는 것을 매우 비판하였다. 그는 지구가 움직인다는 주장을 '물리적 어리석음'이라 펌하했다. 만약 지구가 움직인다면 탑에서 떨어진 공이 예상했던 곳에서 떨어진 곳에 떨어져야 한다고 확신했기 때문이었다. 하지만 그는 그 당시의 기술로는 하늘이 도는 것이 아니라, 지구가 돌고 있다는 것을 증명해 줄 수 있는 정확한 과학적 근거를 보여주지 못하였다. 또한 그는 코페르니쿠스의 지구 자전운동도 터무니없는 주장이라고 생각하였다. 왜냐하면 만약 지구가 자전한다면, 서쪽으로 발사한 포탄이 동쪽으로 발사한 포탄보다 멀리가야 하는데, 이 역시 그 당시의 기술로는 너무 지구의 크기에 비하여 작은 거리 차이기 때문에 튀코는 그 사실을 알아채지 못하였다. 그리고 그는 지구는 너무 무겁기 때문에 절대로 돌 수 없다고 주장하였다. 그 당시에는 우주는 에테르와 Quintessence라는 가볍고도 바뀌지 않으면서 항상 원운동을 하고 있는 물질들로 이루어져 있지만, 지구는 그와는 정반대로 무겁고 정지되어있는 물질로 이루어져 있다고 생각하였다. 이러한 과학적 사고의 한계는 코페르니쿠스와 튀코의 생각을 한정지어버렸다.

튀코는 지구가 태양을 주위로 공전을 하면, 그 당시에 관측된 천문학적 사실들을 모두 설명할 수 있다는 것을 알았다. 튀코는 연주시차가 지구 공전의 결정적인 증거가 될 수 있다는 사실도 알았다. 연주시차는 지구가 태양주위를 공전하면서 생기는 별의 위치를 바뀌어서 생기는 각도여서 그 자체로도 매우 작기 때문에 측정하기가 매우 어렵다고 할 수 있다. 즉, 그 시대에서는 연주시차라는 현상을 관측할 수 없었고 이 때문에 튀코 브라헤는 자신의 우주모델이 맞다고 여긴것이다. 하지만 튀코가 세운 가설 중에 특정 별들이 태양의 3-4배 정도 크면 연주시차 등 문제들이 해결되고, 지동설도 설명이 된다는 것을 알았지만 튀코는 그러한 거대한 별이 존재한다는 것을 믿지 않았다. 튀코는 
Deduce these things geometrically if you like, and you will see how many absurdities (not to mention others) accompany this assumption [of the motion of the earth] by inference.만약 지구가 움직인다는 것을 기하학적으로 증명한다고 하여도, 이 가정을 뒤따르는 많은 모순점들을 발견할 것이다.
라고 말하였다. 따라서 그의 생각은 지구가 우주의 중심이고 이를 고정점으로 하여 태양, 달 , 다른 행성들이 돈다는 이론인 프톨레마이오스의 체제도 아니고 태양을 중심으로 지구와 다른 행성들이 돌고 있다고 주장하는 코페르니쿠스 체제도 아닌 타협안을 내세웠다.

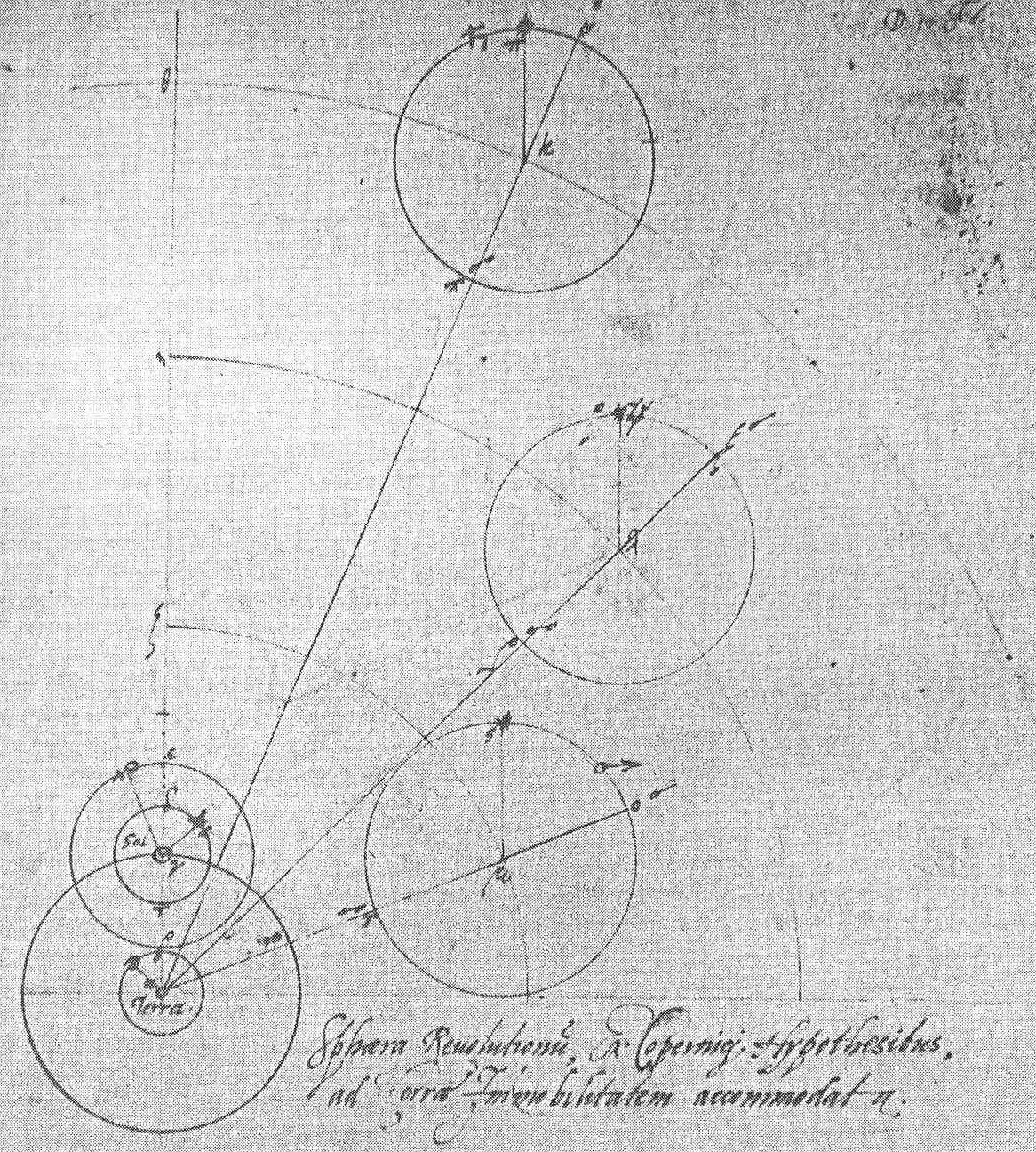
1578년 폴 비티히의 우주모델

튀코가 1570년대 후반에 주장한 절충설은 지구가 우주 중심에 고정되어 있으며, 태양과 달, 고정된 별들이 지구 주위를 돌고 있다는 것을 기반으로 하는 것이었다. 태양 그 자체는 다섯 행성들의 궤도 중심에 위치하고 있는데, 수성과 금성은 지구를 중심으로 돌고 있는 태양의 궤도 안쪽에서 돌고 있고, 화성, 목성, 토성은 태양을 중심으로 돌고 있지만 그들의 궤도 안에 태양과 지구가 모두 포함되어 있다. 이 새로운 체계에서는 프톨레마이오스 체계에서 제시되었던 소원과 이심이 제거되어 보다 쉽게 해석할 수 있었고 태양의 움직임이 다른 행성들의 움직임과 함께 뒤섞인다는 것을 설명할 수 있었다.
뿐만 아니라 프톨레마이오스의 천동설이 내행성의 위상이 반달보다 크게 관측된다는 것을 설명하지 못했지만 반면에 티코브라헤의 절충설은 이를 해결할 수 있는 모델이었다. 하지만 이 우주모델역시 연주시차의 개념을 정확히 설명해 낼 수 없었다. 그리하여 그의 절충설은 아쉽게도 지구가 자전하고, 태양이 우주의 중심이라는 사실을 알아내지 못한채 세상에 나왔다.
튀코가 제안한 절충설은 Heraclides가 BC 4세기 경에 최초로 제안한 정리이다. 그 이후 Macrobius Ambrosius Theodosius가 이집트인들의 실력에서 벗어나지 못했다는 뜻에서 이집트 체계라고 칭하였다. 하지만 이집트인들이 절충설을 알았다는 증거는 존재하지 않는다. 튀코의 절충설과 헤라클리데스의 우주체계의 다른 점은 튀코는 모든 행성이 태양 주위를 돌았지만 헤라클리데스는 수성과 금성만 태양을 돌고있다는 점이다. 또한 튀코의 체계는 지구가 자전을 하지 않지만, 헤라클리데스의 우주체계는 지구가 제자리에서 하루에 한번 자전을 한다. 헤라클리데스로부터 시간이 꽤 지난 1580년도에도 절충설을 제안한 폴 비티히(Paul Wittich) 와 여러 다른 천문학자들이 있었다. 그들이 제안한 체계와 튀코 체계의 가장 큰 차이점은 화성과 태양의 궤도가 만났다는 점이다. 이 차이점은 튀코와 그 당시 천문학자들이 측정한 연주시차 차이에서 일어난 것이라고 할 수 있다. 이렇듯 절충설을 주장한 여러 학자들이 있었지만, 사람들이 절충설이 가진 문제점에 대하여 깨닫기 시작할 때까지 시간이 그렇게 많이는 걸리지 않았다.

### 튀코 브라헤의 달 이론
튀코 브라헤는 달의 경도의 변화에 대해서 관측을 하여 달의 이론에 기여를 하였다. 중심차 와 출차 이후의 달의 경도의 불균형에 대해 설명하였다. 그는 또한 달의 면이 공전궤도 면에 대해서 기울어져 있는 상황에서 자전축이 진동하는 현상인 칭동 현상을 발견하였다. 이것은 달의 황위의 작은 변화가 있다는 것을 보여준다. 튀코 브라헤의 달 이론은 예전에 알았던 것에 비해서 달이 불균형한 상태에 있음을 보여주는 증거를 많이 찾아내었다. 이것은 후에 튀코 브라헤가 죽은 뒤에 케플러에 의해 1602년에 확립되었다.

## 튀코 브라헤 전후의 천문학

### 튀코 브라헤 이전의 천문학

#### 프톨레마이오스의 체계

프톨레마이오스의 행성운동
이심원의 중심(X)은 지구의 중심과 다르다. 이심원의 회전은 동시심(●)에서 볼 때 회전속도가 일정하도록 움직인다.

프톨레마이오스의 체계는 흔히 천동설이라 불린다. 천동설은 지구가 우주의 중심으로 지구를 중심으로 모든 천체가 공전하는 우주모델을 말한다. 옛날 사람들은 당연하게 땅은 움직이지 않고 하늘이 회전한다고 생각하였다. 그 이후 중세 봉건시대에서 우주를 신이 창조했다고 믿었으며 천체는 둥글고, 고귀하기 때문에 지구는 중심을 차지하며, 조화되어 있기 때문에 등속운동을 하고 있다는 전제를 두었다. 그리고 이곳에 지구 구형설과 지구 중심설이 존재했다.
기원전 4세기 정도에 지구가 둥글다는 사실이 받아들여졌다. 그 후 이런것을 토대로 지구 중심설의 모델을 수정해 나가기 시작하였다. 페르게의 아폴로니오스는 태양, 달의 부등속을 설명하기 위해 이심원을 채용하였다. 뿐만 아니라 주전원을 도입하여 행성의 역행과 지구접근에 대한 설명을 가능케 하였다.
A.D.2년에 이르러서 클라디우스 프톨레마이오스가 지구 중심설을 이용하여 우주에 대한 현상을 체계적으로 설명한다. 즉, 천동설을 구체화하였다는 것이다. 프톨레마이오스의 체계는 다음과 같다.
1. 지구가 우주의 중심이며 달, 수성, 금성, 태양, 화성, 목성, 토성이 나열되어서 공전하고 있고 별들은 고정되어 있다.
2. 각각의 행성은 주전원을 따라 돌고 있고 주전원의 중심은 이심원을 따라 돌며 이심원의 중심 근처에 지구가 위치한다.
3. 역행 운동을 보이는 이유는 작은 원을 그리면서 주전원을 돌기 때문이다.
4. 내행성의 최대이각 현상은 지구와 태양을 잇는 직선위에서 작은원을 그리기 때문이다.
이러한 프톨레마이오스의 체계는 코페르니쿠스가 의심을 가지고 새로운 우주 모델인 지동설을 주장하기 전까지 확고하게 자리잡고 있었다.

#### 코페르니쿠스의 체계

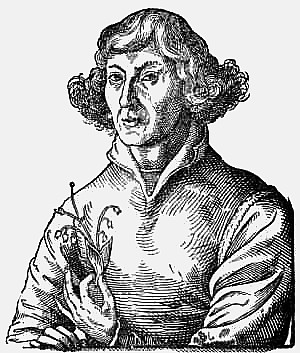
니콜라우스 코페르니쿠스, 16세기에 지동설을 주장한 인물

우주관에 대한 생각은 사실에서부터 왜곡된 상황에서 시작되었다고 할 수 있다. 고대사람들은 지구가 평평하고 하늘이 돈다고 생각하였고 그 이후에 아리스타르코스 가 최초로 지동설을 주장하였지만 히파르코스
에 의해 부정되었다. 그 이후에 프톨레마이오스에 의해 천동설이 구체화되어 사람들에게 확립되었다. 이러한 상황이 오랫동안 지속되는 가운데 코페르니쿠스가 프톨레마이오스의 체제를 부정하면서 새로운 모델인 코페르니쿠스 체계를 가져왔다. 지구가 중심이라는 전제를 부정하며 태양이 중심이라는 것을 기반으로 하여 천동설의 복잡한 요소들을 제거할 수 있었다. 코페르니쿠스의 체계는 다음과 같다. 태양을 중심으로 안쪽에서부터 수성, 금성, 지구, 화성, 목성, 토성의 순으로 동심원을 그리면서 공전하고 있다. 행성들의 공전방향은 시계반대방향이며 안쪽에 있는 행성의 공전속도가 더 빠르고 공전주기는 짧다. 달만이 지구를 중심으로 하여 작은 원을 그리면서 공전한다. 예전의 수수께끼였던 충

-지구접근-역행 그리고 내행성의 최대이각의 측정 역시 합리적으로 설명할 수 있었다. 이 체계는 코페르니쿠스의 저서 천구의 회전에 관하여(1543)에 기록되어 있다. 하지만 코페르니쿠스는 이런 모델을 바로 발표하지 않았다. 그 이유는 그가 너무 바빴던 것도 있지만 코페르니쿠스의 모델 역시 오랜 수수께끼를 해결해주지만 새로운 문제를 불러일으킨다는 사실을 알고 있었기 때문이다. 그리고 그 모델이 오랜 수수께끼들을 모두 해결해주지도 않았다. 뿐만 아니라 코페르니쿠스의 모델이 세상에 나온 이후에도 그 당시 사람들의 사상에 매우 부정적인 영향을 끼쳤기 때문에 쉽게 받아들여지지 않았다. 그들의 사상에는 지구는 우주의 중심이어야 한다는 전제가 깔려 있었기 때문이다. 즉, 이러한 관점은 교회에 대한 도전이었기에 내동댕이 쳐지고 말았다. 점점 시간이 지나면서 튀코 브라헤, 갈릴레오 갈릴레이, 케플러와 아이작 뉴턴 같은 학자들이 발전된 천문 기술과 관측 기술을 이요한 천체 관측자료를 바탕으로 하여 지동설의 증거를 여러 찾아내었다. 그들을 통해서 지동설이 우주의 현상을 가장 잘 설명할 수 있다는 것이 증명되었고 이를 통해서 과학적으로 우주 체계에 대해 접근할 수 있는 방법이 지동설이라고 받아들여지게 되었다.

### 튀코 브라헤 이후의 천문학
튀코 브라헤에게는 제자인 케플러가 있었다. 튀코 브라헤와 케플러의 관계는 그리 우호적인 관계를 관계를 가지고 있지 않았다. 케플러는 완전히 튀코 브리헤에게 의지하지 않는 케플러의 이런 태도에 매우 불만족한 상황이었다. 이런 상황에서 튀코 브라헤의 건강이 점점 악화되어 가고 있었고 케플러는 황제를 기리기 위해 만드는 루돌프 표 (Rudolpine Tables) 로 불리게 될 행성궤도 표를 편찬하는 일에 티코의 공식 조교로 임명되었다. 그 후 결국 죽음에 이르게 된 티코 브라헤는 죽음 직전의 자신의 평생에 걸친 관측자료와 루돌프 표를 만드는 임무를 케플러에게 모두 다 넘겨주게 되었다. 케플러는 튀코 브라헤의 관측자료를 분석해가며 오랜 기다림 끝에 마침내 행성운동의 수수께끼를 풀 수 있는 케플러 제1,2,3 법칙을 만들게 되었다. 케플러 이외에도 튀코 이후에 갈릴레오 갈릴레이, 베셀 등 저명한 천문학자들이 나오면서 천문학은 과학에서 서서히 자리잡기 시작했다.

#### 케플러

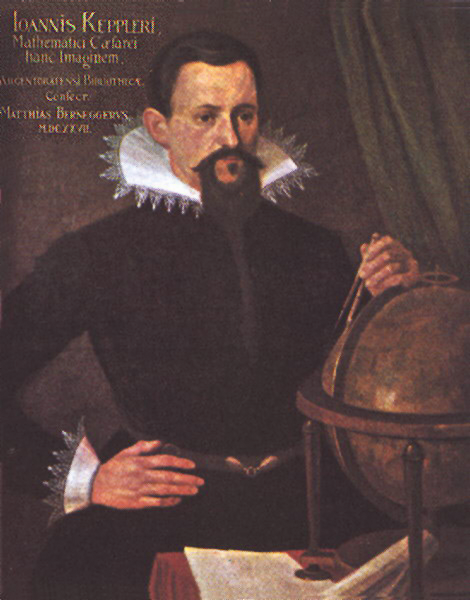
요하네스 케플러

##### 케플러 제1법칙과 2법칙
케플러 제1법칙

케플러 법칙

 란 각각의 행성은 태양의 둘레를 타원형의 궤도로 공전하고 있고 태양은 타원의 두 초점 중 하나에 위치하고 있다는 법칙이다. 이 법칙으로 인해 예전에 존재했던 소원, 이심등의 복잡한 요소들이 마침내 제거되었다. 이 타원궤도의 법칙을 이용하여 케플러 제2법칙으로 알려져 있는 태양과 태양의 둘레를 따라 돌고 있는 행성을 연결하는 가상선은 동일한 시간에 동일한 면적을 휩쓸고 지나간다라는 것을 밝혀내었다
케플러 제2법칙 을 증명하기 위해서는 긴반지름의 원주각보다 짧은 반지름의 원주각이 더 커야 하기 때문이었다. 이런 그의 발견과 전체 사상은 1609년 《신천문학》(Astronomia Nova)에 의해 출판되었지만 예상과는 다르게 많은 사람들이 환호가 일어나지 않았다. 왜냐하면 그 당시의 사람들은 원이 아닌 타원이라는 개념과 지구가 우주의 중심이 아니라는 사실을 받아들이기를 원하지 않았기 때문이다. 따라서 노련한 수학자들만이 케플러의 모델이 신비적이고 관측된 사실에 튼튼하게 뿌리내려 있다는 사실을 알았다. 실제로 케플러의 법칙들은 아이작 뉴턴과 같은 수학자가 정확하게 증명을 하고나서 부터야 케플러가 매우 훌륭한 천문학자임을 알게 되었다.

##### 케플러 제3법칙
케플러의 마지막 위대한 작업들 중 하나가 세계의 조화 (Harmonice Mundi)으로 알려져 있다. 케플러 제3법칙 은 한 행성이 태양의 둘레를 한 바퀴 도는 데 걸리는 시간을 매우 정교한 방식으로 태양에서 그 행성까지의 거리와 연결시키고 있다는 것이다. 즉, 행성들의 주기의 제곱은 태양에서 떨어진 거리의 세제곱에 비례한다는 것이다.

#### 갈릴레오 갈릴레이

1610년 갈릴레오에 의해 관측된 금성의 위상

별의 연주시차의 원리

갈릴레오는 진자의 등시성 및 관성법칙 발견한 위대한 이탈리아의 천문학자·물리학자·수학자이다. 그는 천문학에서도 거대한 발자취를 남겼다. 그는 코페르니쿠스와 프톨레마이오스의 타협안을 찾은 튀코 브라헤와는 달리 코페르니쿠스의 지동설만을 굳게 믿었고, 프톨레마이우스의 주장은 강하게 비판하였다. 1597년 그가 케플러에게 보낸 편지와 1610년 그가 공표한 관찰 결과에 따르면 바다의 조수 현상, 태양의 흑점, 달의 표면, 금성의 차고 기움, 목성의 4개 위성 등이 모두 다 천동설로는 설명이 불가능하다고 하였다. 그의 모든 주장들은 그가 망원경을 통하여 객관적이고 정확하게 분석한 결과이기에 튀코에게 뒤지지 않을 만큼 천문학계에 큰 기여를 하였다.또한 그는 프톨레마이오스-코페르니쿠스 두 개의 주요 우주 체계에 대한 대화라는 책을 통하여 그의 입장을 간접적으로 주장하기도 하였지만, 결국에는 교황청과의 갈등을 이기지 못하고 그의 지동설에 대한 주장을 철회하고 만다. 하지만 그는 이미 천문학에 큰 기여를 하였고, 그의 주장은 약 350년 후 다시 빛을 발한다.

#### 베셀
1784년에 태어난 독일의 천문학자로써 최초로 백조자리의 별의 연주시차를 계산한 인물이다. 아직 지동설이 완벽하게 증명이 되지 않았을 때, 베셀(Friedrich Wilhelm Bessel)은 1838년에 지구공전의 증거가 되는 연주시차를 계산해냈다. 튀코 브라헤는 맨눈으로 자신의 관측사실과 갈릴레이의 금성 위상변화 관측을 통하여 지동설을 믿었지만, 결정적인 증거인 연주시차는 그의 맨눈으로는 측정이 불가능하였다. 그래서 그는 코페르니쿠스와 프톨레마이우스 체계의 타협안인 절충설을 내놓은 것이다. 하지만 베셀은 초단위로 계산 가능한 연주시차를 계산하였고, 그 결과 지동설은 과학자들 사이에서 확고히 자리를 잡을 수 있었다. 또한, 연주시차를 통하여 후세의 천문학자들은 그 별까지의 거리도 잴 수 있었다.

## 튀코 브라헤의 예술적 면모

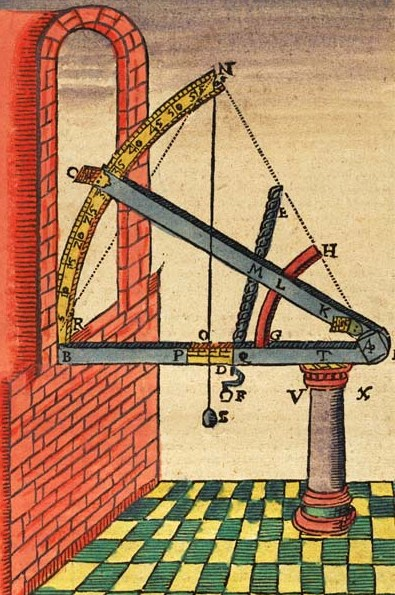
튀코브라헤의 육분의

튀코 브라헤는 훌륭한 기술자이자 천문학자일 뿐만 아니라 예술가였다. 그는 주위의 모든 것을 혁신적이고 아름답게 꾸미기를 좋아했고 자신의 원고를 자신의 방식으로 제본·제작하기 위해 출판사를 차렸다. 뿐만 아니라 가장 정확하고 정교한 천문기기를 만들기 위해 아우크스부르크에서 기술자를 초청하여 기기를 만들었다. 또 이탈리아와 독일의 예술가와 건축가를 설득하여 자신의 천문대를 설계하고 아름답게 꾸미도록 했다. 위생을 위하여 위생세면시설을 위한 압력장치 역시 고안했다. 우라니보르그는 북유럽의 천문학 연구와 관측의 중심지가 되겠다고 기대한 프레테리크 2세의 만족을 충족시켰다. 
그러나 1588년 프레테리크 2세가 승하하고, 그의 아들 크리스티안 4세가 왕에 오르자 튀코 브라헤의 영향력이 점점 감소하였다. 튀코 브라헤는 자신에게 오는 돈이 곧 명예라고 생각하면서 크리스티안 4세에게 계속하여 많은 돈을 요구하고, 자신은 시민으로서의 의무를 행하는 데에 소홀하였다. 튀코 브라헤는 크리스티안 4세 왕, 귀족과의 관계가 멀어지게 되면서 1597년에 벤을 떠나게 되었다.

## 튀코의 업적이 미친 영향

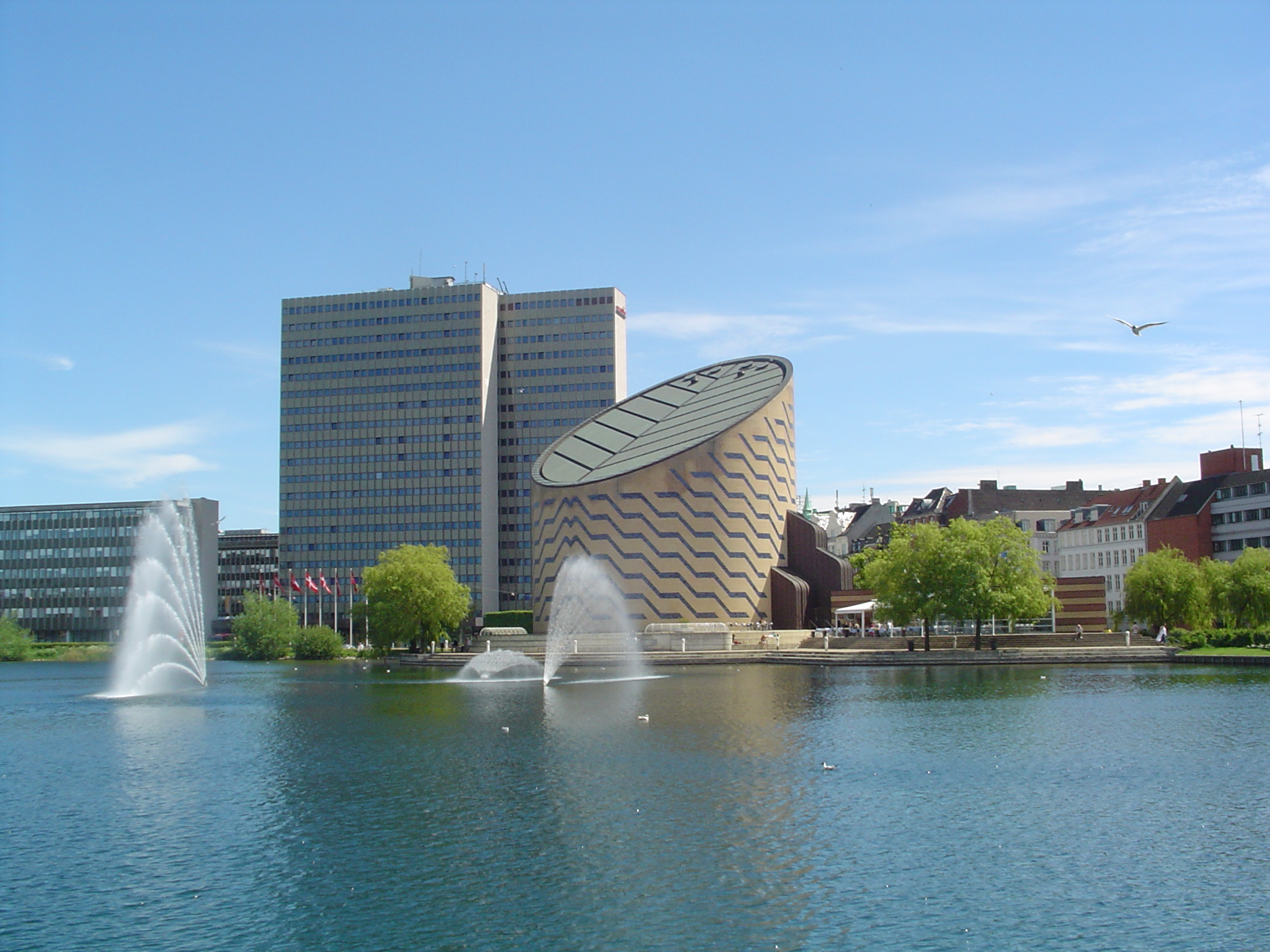
튀코 브라헤의 천문관

비록 튀코 브라헤의 새로운 모델인 절충설이 받아들여지지 않았지만 이것은 천문학적인 관점에서 큰 의의를 가지고 있다고 할 수 있다. 그는 지구 중심설을 제안한 동시에 천동설을 부정한 최후의 천문학자이다. 그를 통해서 천동설에서 지동설로 우주관이 바뀔 수 있었다고 해석할 수 있다. 그리고 그의 관측은 과학혁명에 큰 기여를 했다고 여겨질 수 있다. 그가 관측한 자료들을 토대로 케플러는 행성의 운동을 기술하는 법칙을 세울 수 있었을 뿐만 아니라 천체의 운동에 관한 운동을 자세히 기술할 수 있었다. 그가 관측한 천체에는 그의 이름이 붙어 튀코 신성, 튀코 분화구 등이 만들어졌고 그의 이름을 딴 Tycho Brahe Planetarium의 천문관이 만들어지게 되었다.
뿐만 아니라 그는 천문학에 엄청난 기여를 했을 뿐만 아니라 1900년대까지도 사용되는 약초학을 발전시켜 의학의 발전에도 영향을 끼친 인물이라고 할 수 있다.
또한 튀코 브라헤가 Uraniborg에서 만든 연구회는 연구센터의 역할과 교육기관으로의 역할 모두 수행해 내었다. 덴마크의 학생들과 이외의 외국학생들에게 약초학과 천문학에 대해 알려주는 대학원이었다.
이렇듯 튀코 브라헤는 분명 천문학자로써 정확하고 객관적인 관측을 하는 명사로 지칭된다. 그리고 천문학 이외에도 의학, 교육학 등에 있어서 영향을 끼친 사람으로 평가할 수 있다.

## 튀코 브라헤의 날
튀코 브라헤는 천문학자이기도 하고 점성술사이기도 했다. 그는 천문관측과 점성술을 이용하여 한 해에 다음과 같이 운이 좋은 날과 좋지 않은 날을 찾았다고 주장하였다.
- 운이 좋지 않은 날

| 1월 | 1, 2, 4, 6, 11, 12, 20일 | 7월  | 17, 21일    |
| 2월 | 11, 17, 18일             | 8월  | 20, 21일    |
| 3월 | 1, 4, 14, 15일           | 9월  | 10, 18일    |
| 4월 | 10, 17, 18일             | 10월 | 6일         |
| 5월 | 7, 18일                  | 11월 | 6, 18일     |
| 6월 | 6일                      | 12월 | 6, 11, 18일 |

- 운이 좋은 날

| 1월 | 26일    |
| 2월 | 9, 10일 |
| 6월 | 15일    |

튀코가 이러한 날들에 대해 주장했다는 직접적인 증거들은 없다. 후세 사람들이 튀코 브라헤의 업적을 더 위대하게 만들기 위해 만들어낸 것일 수도 있다.

## 튀코 브라헤의 저서
- 1573년 새로운 별(De Nova et Nullius Aevi Memoria Prius Visa Stella)
  - 튀코 브라헤는 그가 제작한 커다란 육분의를 이용하여 하늘에서 18개월 동안 사라지지 않는 새로운 별을 관측했고, 그것에 관하여 책을 썼다.
- 1587-88년 새로운 천문학 입문 (Astronomiae Instauratae Progymnasmata)
  - 튀코의 혜성 연구와 초신성 관측에 관한 대표작으로써, 2년에 걸쳐 두권이 출판되었다. 이 책은 최초로 프톨레마이오스 체계와 코페르니쿠스 체계사이에서 타협을 시도했다.
- 1588년 De Mundi Aetherei Recentioribus Phaenomenis
- 1598년 Astronomiae Instauratae Mechanica
- 1602년 Astronomiae Instauratae Progymnasmata

## 주해
1. ↑  덴마크와 노르웨이의 왕(1559~88 재위)이다. 그는 또한 튀코 브라헤에게 벤섬을 하사했고, 이곳에 관측소를 설립할 자금을 마련해주기도 했다.
2. ↑  안데르스 소렌센 베델은 중간계급 출신이고 티코보다 5살이 많았다. 티코를 보호자처럼 돌보고, 감시하는 임무를 수행했다.
3. ↑  한 천문대에서 일정한 기간 동안 천체를 관측하고 그 결과에 의하여 별들의 상태나 위치를 나타낸 표. 관측 시기에 따라 달라질 수 있다
4. ↑  항해와 천문학에 사용되던 표준 도구로, 십자형으로 서로 직각을 이루는 두 개의 막대로 되어있다. 일정한 눈금은 이용하여 사이의 각을 잴 수 있게 만들었다.
5. ↑  장비를 바꾸기에는 돈이 너무 많이 들때 옛 사람들이 더 정확한 관측을 같은 도구로 하기 위해 만든 표
6. ↑  왕실 또는 정부에서 사적이거나 비밀스러운 일들을 담당하는 고문
7. ↑  황제를 기리기 위해 만든 행성퀘도 표. 튀코와 케플러가 작성한 표로써 루돌프 표라고도 불린다.
8. ↑  태양계에서 태양 주위를 공전하는 내행성이 있을 경우 태양과 지구,행성과의 각거리
9. ↑  튀코 브라헤가 수십년동안 천문관측을 한 섬
10. ↑  원의 6분의 1의 원호 모양을 한 프레임을 가지고 있는 모양으로 두 점 사이의 각도를 정밀하게 측정하는 광학기계
11. ↑  격변 변광성의 하나로 육안이나 망원경으로 잘 보이지 않을 정도로 어둡던 별이 갑자기 밝아져 수일 내에 빛의 밝기가 수천 배에서 수만 배에 이르는 별을 말한다
12. ↑  태양이나 큰 질량의 행성에 대하여 타원 또는 포물선 궤도를 가지고 도는 태양계 내에 속한 작은 천체
13. ↑  천문학의 연구 대상이 되는 우주를 형성하고 있는 태양·행성·위성·달·혜성·소행성·항성·성단·성운 등의 총칭
14. ↑  영국의 과학자로 핼리혜성을 관측하였다.
15. ↑  지구 공전 궤도의 양끝에서 항성에 그은 두 직선이 이루는 각의 1/2
16. ↑  1500년대의 저명한 수학자로써 삼각함수의 덧셈을 이용하여 곱셈을 쉽게 하는 방법을 발견했다. 이 방식은 튀코가 매우 자주 쓰던 수학적 방법이었다.
17. ↑  일반적으로 이체운동에서 근점 부근에서는 운동각속도가 빠르고 원점 부근에서 느린데 평균각속도를 가지고 진짜 천체와 동시에 근점을 출발하여 같은 속도로 같은 궤도를 순행하는 가상천체를 생각하고, 임의의 시각에 초점에서 본 그 방향과 진짜 천체의 방향과의 차가 중심차이다.
18. ↑  달의 황경에 나타나는 태양에 의한 주기섭동중에서 가장 큰 것
19. ↑  진자가 연직방향에 대해 일정한 각도의 범위 안에서 진동하는 현상
20. ↑  황도좌표계에서 황도면과 천체가 이루는 각의 거리를 의미
21. ↑  그리스의 천문학자이며 지리학자로 천동설을 구체화시킨 사람으로써 천문학서인 알마게스트를 만들어내었다.
22. ↑  최초로 지동설을 주장한 과학자
23. ↑  그리스의 천문학자로 지동설을 부인하였다
24. ↑  지구에서 볼때 태양의 반대방향에 있는 위치일경우
25. ↑  
지구상에서 관찰하였을 때, 행성이 천구상을 동쪽에서 서쪽으로 향하는 것 같이 보이는 시운동을 말하며 일반적으로 내행성은 내합, 외행성은 충의 가까이에서 역행한다.
26. ↑  타원 궤도의 법칙
27. ↑  면적 속도 일정의 법칙
28. ↑  조화의법칙
29. ↑  갈릴레오가 종교재판 이후 딸의 도움을 받아 완성한 천문학계의 최후의 역작이다. 세 인물들을 등장시켜 전통적인 프톨레마이우스체계를 설득력있게 비판하고, 코페르니쿠스체계의 역학적 문제를 추상적, 수학적으로 증명하였다.
30. ↑  1년을 주기로 일어나는 시차. 관측자가 어떤 천체를 동시에 두 지점에서 보았을 때 생기는 방향의 차를 시차라 하는데, 그림과 같이 지구 공전에 의해 1년을 주기로 시차가 생긴다. 연주시차는 배경의 거리가 아주 먼 어두운 별을 기준으로 비교적 가까운 별에서 나타난다.
31. ↑  17세기 유럽에서 G.갈릴레이, I.뉴턴 등에 의한 고전역학의 확립과 그에 따른 자연상·세계상의 변혁

## 같이 보기
- 천문학자 목록